# Chang Tung Sheng
Chang Tung Sheng (常東昇, 1908-1986) va ser un artista marcial xinès hui. Va ser un dels practicants més coneguts de la lluita lliure xinesa o shuai jiao.
Nascut el 1908 a Baoding, Hebei, Chang va destacar des de molt petit per la seva gran força i destresa. Va començar a entrenar arts marcials als 7 anys per influència del seu pare i el seu avi, però la seva família era prou acomodada com per pagar-li lliçons privades amb el gran mestre de baoding shuai jiao Zhang Fenyen. Chang aviat es va convertir en el seu pupil més prometedor, fins al punt que se li va permetre accés a tècniques i mètodes d'entrenament dedicats als estudiants superiors del shuai jiao, i va arribar a ser considerat un mestre als 17 anys. El seu instructor Zhang usava tècniques molt originals per entrenar-li, incloent un exercici en què Chang havia de llançar un llagosta a l'aire amb la seva cama en un moviment d'escombratge per després atrapar-ho amb la mà.
Als 20 anys, després de casar-se amb la segona filla del mestre Fenyen, Chang va deixar la província de Hopei i es va mudar a Nanquín per entrenar a l'escola Kuo Shu, on es concentrava tot el coneixement de la Xina de les arts marcials. Després de cinc anys allí, Tung Sheng va competir el 1933 en la cinquena edició del torneig nacional Kuo Shu, on va guanyar la divisió de pes pesat sobre centenars d'altres competidors, entre ells Liu Chiou-Sheng, qui seria conegut com el seu major rival. Rebent el sobrenom de "Papallona Voladora" per la seva gracilidad i tècnica malgrat la seva grandària, Chang continuaria competint i guanyant més tornejos i desafiaments marcials abans d'entrar a formar part de l'exèrcit de la Xina, ofici que va utilitzar per viatjar a través de les terres Kuomintang per buscar i reptar a altres grans del shuai jiao. En aquesta època, va començar també a aprendre xingyiquan.
En un dels seus combats més famosos, Tung Sheng va reptar al campió mongol de lluita lliure, Hukli, de qui es diu que mesurava dos metres d'alçada i pesava gairebé 200 kg. La lluita es va dur a terme amb les regles que solament podien utilitzar-se moviments de lluita lliure, sense altres claus ni cops, i així i tot Chang va sortir victoriós, derrocant repetidament al campió malgrat la diferència de grandària.
Chang va ser el professor més jove de l'Acadèmia Central d'Arts Marcials de Nanquín, on va intercanviar el seu coneixement amb altres grans de l'art. Allí va crear la seva pròpia variació del tai chi i el xingyi, anomenat Chang tai chi, basat en l'estil Yang i els seus propis descobriments. Chang va viatjar per tota Xina i va aprendre amb prop de 70 mestres, presentant-se sempre com un simple estudiant a fi d'aprendre tot el possible encara que en altres circumstàncies hagués estat capaç d'ensenyar-los a ells.
Durant la Segona Guerra sino-japonesa i la Segona Guerra Mundial, Chang va treballar com a instructor de les tropes nacionalistes xineses, incloent a les tropes d'elit Muralla Vermella. Quan no estava ocupat en aquestes lides, Chang visitava camps de presoners per reptar als japonesos que allí estaven reclosos, entre els quals molts eren practicants de judo, jujutsu o karate. Destacada va ser la seva actuació a la presó provincial de Kuang-Si, on va vèncer els judokas Haido Takayama, Kuma Hisa i Masao Hichi. Així mateix, Chang va representar a l'exèrcit xinès el 1948 quan va guanyar una competició nacional de shuai jiao i chin na. Quan les tropes Kuomintang sota el comandament de Chiang Kai-shek van ser obligades a abandonar Xina i anar a Taiwan pels rebels comunistes, Chang es va anar amb això. Se li va concedir un lloc d'instructor policial en Taipei, on va ensenyar durant 30 anys.
Encara que els seus contemporanis consideren a Chang com una persona majorment pacífica i raonable, són famoses també diverses anècdotes sobre el seu temperament i ràpida ira. En una ocasió, un home va visitar l'acadèmia de policia de Taipei quan Chang estava ensenyant allí i va sol·licitar entrenar amb ell. En lloc de respondre, Tung Sheng va agredir el visitant i el va llançar violentament al pis, obligant-lo llavors a revelar que en realitat estava allí per reptar-lo a una lluita, alguna cosa que el mestre hui ja s'havia figurat per endavant. Similarment, el famós Robert W. Smith va viatjar una vegada a Taiwan per entrevistar a Chang i entrenar amb ell, però quan li va demanar que li mostrés algunes de les seves habilitats, Tung Sheng es va limitar a assestar-li una puntada en l'entrecuix.
L'abril de 1975, Tung Sheng va ser convidat pel rei Hassan II del Marroc a donar una exhibició d'arts marcials allí, al que Chang va accedir, havent-se de recordar que pertanyia a l'ètnia hui de musulmans xinesos. Durant aquesta visita, el guardaespatlles cap del rei es va mostrar desdenyós cap a les arts de Chang i el va reptar a un combat allí mateix, afirmant ser un cinturó negre 4t dan de taekwondo i que podia vèncer-lo amb facilitat. No obstant això, una vegada va començar la contesa, Tung Sheng va esquivar la seva primera puntada i va assestar un sol cop que va noquejar el guardaespatlles, demostrant que els seus 68 anys no havien disminuït la seva força.
El 1986, Chang va morir per un càncer d'esòfag.